# Violka nejmenší
Violka nejmenší neboli maceška nejmenší (Viola kitaibeliana) je jednoletá bylina z čeledi violkovité (Violaceae). Je součástí taxonomicky složitého komplexu Viola tricolor agg., viz také violka rolní, violka trojbarevná. Dorůstá výšky nejčastěji asi 3–10 cm, ale za plodu se často zvětšuje, někdy až do 20 cm výšky. Lodyhy jsou hustě pýřité a ani v době plodu neolysávají. Listy jsou jednoduché, dolní jsou zřetelně řapíkaté. Čepele listů jsou okrouhlé až kopisťovité, u horních listů spíše čárkovitě obkopinaté, na okraji jsou vroubkovaně pilovité. Na bázi listů jsou palisty, které jsou členěné, zpravidla dlanitě, vzácněji zpeřeně. Lodyhy, listy i palisty jsou i za plodu vzpřímené. Na květní stopce jsou 2 listénce, jsou umístěné cca 1 cm pod květem. Květy jsou nevonné. Koruny jsou i za plného květu kornoutovitě sevřené, nikoliv do plochy rozevřené, jak je běžné např. u violky rolní. Koruny jsou malé, mnohem menší než u violky trojbarevné, většinou smetanově bílé, později často horní lístky získávají fialovou barvu. Od violky trojbarevné se liší také tím, že žláznatý výrůstek při bliznovém otvoru na paličce čnělky zcela chybí. V ČR kvete nejčastěji od dubna do května. Plodem je tobolka.

## Rozšíření ve světě
Celkové rozšíření není moc dobře známo, protože taxonomická problematika okruhu je složitá a nedořešená. S jistotou roste ve Středomoří na východ asi až po Kavkaz, lokality na jižní Moravě a jižním Slovensku představují asi severní okraj areálu druhu.

## Rozšíření v Česku
V ČR je s jistotou známa pouze z Pálavy, z jedné lokality poblíž Děviček. Ostatní jihomoravské lokality jsou buď sporné nebo zcela mylné, podobně údaje z Českého středohoří. Biotopem druhu je ČR úzkolistý suchý trávník sv. Festucion valesiacae. Jedná se o kriticky ohrožený druh flóry ČR (C1).